# Jesse Montgomery
Jesse Langford Montgomery (* 29. Juli 1904 in Lansford; † 15. November 1976 in Port Richey) war ein US-amerikanischer Hindernisläufer.

## Karriere
Montgomery errang 1928 den zweiten Platz im Wettbewerb im Hindernislauf der Amateur Athletic Union und qualifizierte sich folglich für die Olympischen Spiele im selben Jahr. In Amsterdam konnte er über 3000 m Hindernis das Finale nicht erreichen.
Neben seiner sportlichen Karriere besuchte er das Franklin & Marshall College sowie die University of Pennsylvania. Später arbeitete er als Lehrer für Mathematik und Naturwissenschaften. Während des Zweiten Weltkriegs diente er in der United States Navy und erreichte den Rang eines Lieutenant Commanders. Nach Ende des Krieges arbeitete er in der Erdölindustrie.